# الاتحاد الوطني لكرة السلة النسائية 2016
الاتحاد الوطني لكرة السلة النسائية 2016 (بالإنجليزية: 2016 WNBA season)‏ هو موسم من الاتحاد الوطني لكرة السلة النسائية. أشرف على تنظيمه الاتحاد الوطني لكرة السلة النسائية، وكان عدد الأندية المشاركة فيه 12، وفاز فيه لوس أنجلوس سباركس.